# Богатырёв, Александр Вячеславович
Александр Вячеславович Богатырёв (род. 1957) — советский и российский художник-дизайнер, заслуженный художник РФ.

## Биография
- С 1980 года работает в сфере культуры (городская хозрасчетная художественно-оформительская  мастерская).
  - Член Художественного Совета.
  - сотрудничество с учреждениями культуры г. Тулы и тульской области,
  - труды в области графического дизайна и полиграфии.
- 1981 год — тарифицирован Государственной комиссией как художник-оформитель 1-й категории.
- 1985 году — окончил Курсы повышения квалификации руководящих и творческих работников при Министерстве культуры РСФСР (с отличием).
- 1986—1990 годы — руководитель коллектива мастерской (старший художник, председатель Художественного Совета).

## Награды
- 2004 г. — награждён Почётным званием «заслуженный художник РФ».